# Crassanapis
Crassanapis là một chi nhện trong họ Anapidae.